# Plecotinis
Els plecotinis (Plecotini) són una tribu de ratpenats de la família dels vespertiliònids, formada per 30 espècies distribuïdes en 6 gèneres. Conté diversos gèneres que es troben a l'hemisferi nord, a Euràsia, Nord d'Àfrica i Amèrica del Nord. També conté el ratpenat orellut maculat i barbastelles. El registre fòssil més antic d'aquesta tribu és Qinetia, de l'Oligocè inferior de Bèlgica.

## Taxonomia
- Gènere Barbastella
- Gènere Corynorhinus
- Gènere Euderma
- Gènere Idionycteris
- Gènere Otonycteris
- Gènere Plecotus